# Башшар ібн Бурд
Башшар ібн Бурд (араб. بشار بن برد; 714–783) — арабський поет. Активно брав участь у різних дискусіях, зокрема — про декларовані літературні достоїнства Корану або відсутність у нього таких.

## З біографії
Башшар мав перське походження. Його дід був захоплений в полон і доправлений в Ірак, а батько був вільною людиною. Башшар народився сліпим у місті Басра. Поетичний талант пробудився ще в юні роки. 762 року перебрався до Багдада. За свідченнями сучасників, відрізнявся сміливістю, незалежністю, іронічністю. Про любов писав просто та ясно, відмовляючись від умовностей та іносказань. За текстами його віршів, що дійшли до нас, вживав вино. Вважається творцем нового стилю арабської поезії. За життя був дуже популярний як поет — з легкістю збирав натовп слухачів, особливо в рідній Басрі.
Башар критикував Коран як літературний твір, ставив окремі свої вірші вище нього за рівнем. Деякі його твори пропагували ідеологію шуубії. Любовні поезії Башшара викликали невдоволення халіфа Аль-Махді, Башшара як єретика було забрано до в'язниці, страчено, а тіло кинуто в річку Тигр.